# Boarmia dimidiaria
Boarmia dimidiaria là một loài bướm đêm trong họ Geometridae.